# Alleinerziehendenentlastungsbetrag
Der Entlastungsbetrag für Alleinerziehende ist ein pauschaler Abzugsbetrag bei der deutschen Einkommensteuer-Berechnung, der Mehrkosten abgilt, die alleinerziehenden Steuerpflichtigen bei der Lebens- und Haushaltsführung regelmäßig entstehen. Verglichen wird mit Kosten von Haushalten, in denen mehrere Erwachsene für den Familienunterhalt aufkommen und die durch gemeinsame Haushaltsführung Kostenersparnisse erzielen können. Rechtsgrundlage ist § 24b des Einkommensteuergesetzes (EStG). Er ersetzt seit 2004 den zuvor geltenden Haushaltsfreibetrag für Alleinerziehende.
| Jahre     | Entlastungsbetrag für Alleinerziehende pro Jahr |
| --------- | ----------------------------------------------- |
| 1958–1974 | 1.680 DM                                        |
| 1975–1977 | 3.000 DM                                        |
| 1978      | 3.810 DM                                        |
| 1979–1980 | 4.200 DM                                        |
| 1981–1985 | 4.212 DM                                        |
| 1986–1987 | 4.536 DM                                        |
| 1988–1989 | 4.752 DM                                        |
| 1990–2001 | 5.616 DM 2.916 EUR                              |
| 2002–2003 | 2.340 EUR                                       |
| 2004–2014 | 1.308 EUR                                       |
| 2015–2019 | 1.908 EUR                                       |
| 2020–2022 | 4.008 EUR                                       |
| 2023–     | 4.260 EUR                                       |

## Voraussetzungen und Höhe
Alleinerziehende Steuerpflichtige können einen Entlastungsbetrag von 4.260 Euro im Kalenderjahr von der Summe ihrer Einkünfte abziehen, wenn zu ihrem Haushalt mindestens ein Kind gehört, für das ihnen ein Kinderfreibetrag oder Kindergeld zusteht. Für jedes weitere Kind gibt es zusätzliche 240 Euro. Für jeden vollen Kalendermonat, in dem die Voraussetzungen nicht vorgelegen haben, ermäßigt sich der Entlastungsbetrag um ein Zwölftel.
Voraussetzung ist eine Identifizierung des Kindes durch dessen Identifikationsnummer.
Die Zugehörigkeit zum Haushalt ist anzunehmen, wenn das Kind in der Wohnung des alleinstehenden Steuerpflichtigen gemeldet ist. Ist das Kind bei mehreren Steuerpflichtigen gemeldet, steht der Entlastungsbetrag demjenigen Alleinstehenden zu, der die Voraussetzungen auf Auszahlung des Kindergeldes erfüllt oder erfüllen würde in Fällen, in denen nur ein Anspruch auf einen Kinderfreibetrag besteht. Betreiben die Eltern des Kindes das Wechselmodell, können sie unabhängig vom Bezug des Kindergeldes in einer einheitlichen Erklärung bestimmen, wem der Entlastungsbetrag für Alleinerziehende zufallen soll.
Alleinstehend im Sinne dieser Vorschrift sind Steuerpflichtige, die nicht die Voraussetzungen für die Anwendung des Splitting-Verfahrens erfüllen oder verwitwet sind und keine Haushaltsgemeinschaft mit einer anderen volljährigen Person bilden, es sei denn, für diese steht ihnen ein Kinderfreibetrag oder Kindergeld zu oder es handelt sich um ein Kind, das Grundwehrdienst oder Zivildienst leistet oder eine Tätigkeit als Entwicklungshelfer ausübt. Ist die andere Person mit Haupt- oder Nebenwohnsitz in der Wohnung des Steuerpflichtigen gemeldet, wird vermutet, dass sie mit dem Steuerpflichtigen gemeinsam wirtschaftet (Haushaltsgemeinschaft). Diese Vermutung ist widerlegbar, es sei denn, der Steuerpflichtige und die andere Person leben in einer eheähnlichen Gemeinschaft oder in einer eingetragenen Lebenspartnerschaft.
Durch Wahl der Lohnsteuerklasse II wird der Entlastungsbetrag schon bei der Auszahlung des Gehalts berücksichtigt.

## Geschichte
Als 1958 das Splitting-Verfahren für Verheiratete eingeführt wurde, wurde auch ein Sonderfreibetrag für unverheiratete Steuerpflichtige mit mindestens einem Kind eingeführt. 1974 wurde der Sonderfreibetrag in Haushaltsfreibetrag umbenannt. Von 1958 bis 1995 hatte dieser Freibetrag die gleiche Höhe wie der Grundfreibetrag. In den Jahren 1990 bis 2001 betrug der Haushaltsfreibetrag 5.616 DM bzw. 2.916 EUR.
Dieser Haushaltsfreibetrag für Alleinerziehende wurde bis einschließlich Steuerjahr 2003 gewährt, 2002 und 2003 in Höhe von 2.340 EUR pro Jahr. Er wurde für verfassungswidrig erklärt, da er nicht-verheirateten Erziehungsgemeinschaften insgesamt mehr Grundfreibetrag einräumte als ehelichen. Ab dem Kalenderjahr 2004 wurde er durch den Entlastungsbetrag für Alleinerziehende ersetzt. Seit 2015 erhöht sich der Abzugsbetrag ab dem zweiten Kind um 240 Euro für jedes Kind. Zunächst beschränkt auf die Jahre 2020/21 wurde der Entlastungsbetrag auf 4.008 Euro angehoben und damit mehr als verdoppelt; nach der Gesetzesbegründung entstand dieser Mehrbedarf, da während der Corona-Pandemie die Betreuungsmöglichkeiten für Kinder eingeschränkt waren. In der Folge wurde die Erhöhung beibehalten und für 2023 der Betrag erneut nach oben angepasst.